# محوطه شمس‌آباد ۱۶
محوطه شمس‌آباد ۱۶ مربوط به دوران پیش از تاریخ ایران باستان - هزاره سوم قبل از میلاد است و در شهرستان ایرانشهر، بخش بمپور، دهستان بمپور غربی، روستای شمس‌آباد، ۱۴۰۰ متری شمال شرق روستای شمس آّباد واقع شده و این اثر در تاریخ ۲۶ اسفند ۱۳۸۷ با شمارهٔ ثبت ۲۵۸۸۲ به‌عنوان یکی از آثار ملی ایران به ثبت رسیده است.